# TommyInnit
TommyInnit, właśc. Thomas Simons (ur. 9 kwietnia 2004 w Nottingham) – brytyjski youtuber oraz streamer na Twitchu. Najbardziej znany z filmów o tematyce Minecraft.
Produkuje filmy i transmisje na żywo związane z Minecraftem, w tym współpracuje z innymi youtuberami i streamerami w „Dream SMP”, co spowodowało wzrost popularności jego kanałów na YouTube i Twitchu. Jego kanał ma ponad 11 milionów subskrybentów i łącznie ponad miliard wyświetleń.

## Życiorys
Thomas Simons urodził się 9 kwietnia 2004 roku w Nottingham w Anglii. Stworzył swój pierwszy kanał YouTube „Channelnutpig” 15 lutego 2013 roku, a swój kanał „TommyInnit” 24 grudnia 2015 roku. We wrześniu 2021 roku Simons ogłosił, że w 2022 roku przeprowadzi się do Brighton.

## Kariera

### YouTube
6 sierpnia 2019 roku Simons opublikował swój pierwszy film dotyczący minigier Hypixel. Konsekwentnie przesyłając filmy związane ze SkyBlock, jego kanał TommyInnit bardzo szybko zmienił swoją liczbę subskrybentów z 4800 do 66 000. 4 lipca 2020 roku dołączył do serwera „Dream SMP” ukierunkowanego na odgrywanie ról, prowadzonego przez tytułowego youtubera Dreama.
W sierpniu 2020 roku opublikował nagranie które przedstawiało siebie i grupę innych youtuberów z Minecrafta odwiedzających Brighton. Nagranie zebrało ponad 31 milionów wyświetleń. 1 kwietnia 2021 roku otworzył nowy kanał YouTube pod własnym nazwiskiem, przesyłając na niego pierwszy film dwa miesiące później.

### Twitch
Simons zaczął streamować na Twitchu pod koniec 2018 roku, gdzie streamował gry Minecraft, PUBG i Fortnite.
20 stycznia 2021 roku Simons transmitował na żywo finał „Dream SMP”, zatytułowany „The Dream SMP Finale”, który osiągnął oglądalność ponad 650 000 widzów w szczytowym momencie, co czyni go trzecim co do wielkości w historii jednoczesnej transmisji na żywo na Twitchu, wyprzedzając współpracę Ninja Fortnite z Drake.

### Muzyka
1 lipca 2022 Simons wykonał specjalny koncert zatytułowany TommyInnit & Friends Live at the Brighton Dome.